# Rachid Bouchareb
Rachid Bouchareb (nascut l'1 de setembre de 1953) és un director de cinema i productor francès. Les seves pel·lícules es basen en la complexa història de França i la seva relació amb la seva antiga colònia, Algèria. Les seves pel·lícules també examinen la discriminació racial i els conflictes a altres països, utilitzant drames històrics i escenaris contemporanis per mostrar el seu missatge.

## Carrera
Nascut a París de pares algerians, va començar la seva carrera com a ajudant de direcció de televisió a la productora de televisió estatal francesa, Société française de production (S.F.P), de 1977 a 1984. Posteriorment va treballar per a les emissores TF1 i Antenne 2. Durant aquest temps, també va dirigir alguns curtmetratges. El 1988, va començar una carrera en la producció cinematogràfica treballant amb el seu soci Jean Bréhat i Jean Bigot per crear la productora 3B Productions. A continuació, va produir diverses pel·lícules, incloses La Vie de Jésus (1997), Humanité (1999), i Flanders (2006), totes elles dirigides per dirigit per Bruno Dumont i van ser premiades al Festival de Cinema de Canes.
Bouchareb també ha dirigit molts llargmetratges. El seu debut al llargmetratge va ser l'any 1985 amb Bâton Rouge. Les seves altres pel·lícules també han estat reconegudes en festivals de cinema i van guanyar diversos reconeixements. El 1991, la seva pel·lícula Cheb estrenada a Canes va ser la selecció oficial d'Algèria per al Oscar a la millor pel·lícula de parla no anglesa també va ser produïda per 3D Productions de Bouchareb. Les seves altres pel·lícules aclamades inclouen Poussières de vie (que va ser nominada a l'Oscar a la millor pel·lícula en llengua estrangera el 1995): Little Senegal el 2001 i Two Men in Town el 2014, ambdues estrenades al Festival Internacional de Cinema de Berlín. El major èxit de Bouchareb és probablement Dies de glòria (2006), que es va presentar a la competició principal per a la Palma d'or al Festival de Canes, amb el conjunt d'actors que va rebre el premi al millor actor el 2006. Bouchareb va descriure l'experiència de rodatge com "arreglar una injustícia". S'ha citat que la pel·lícula va ajudar a alliberar les pensions de diversos veterans de les antigues colònies franceses després d'estar congelades durant anys. També el 2006, Bouchareb va rebre el premi Henri Jeanson Premi de la Société des Auteurs et Compositeurs Dramatiques (SACD) per la seva obra. El febrer de 2009, la seva pel·lícula London River es va estrenar al 59è Festival Internacional de Cinema de Berlín, on l'actor principal de la pel·lícula Sotigui Kouyaté va rebre l'Ós de Plata al millor actor.
A més de ser director i productor, Bouchareb també és guionista, havent escrit els guions de tots els seus llargmetratges. El seu guió de Dies de glòria li va valer notablement el Premi César al millor guió original.
El 2007, Bouchareb va ser nomenat Cavaller de la Legió d'Honor, la màxima ordre de mèrit francès. A banda de la realització de cinema, Bouchareb és membre de la junta directiva de La Fémis, una de les millors escoles de cinema del món.
El 2010, la seva pel·lícula Hors-la-loi va competir per la Palma d'Or al 63è Festival Internacional de Cinema de Canes al maig de 2010. Va ser la presentació oficial d'Algeria als Premis Oscar de 2010, i va ser un dels cinc finalistes nominats.
El 2012, va estrenar la primera part de la seva trilogia americana, Just Like a Woman, protagonitzada per Sienna Miller i Golshifteh Farahani. Dos anys més tard es va estrenar la segona part de la seva trilogia, Two Men in Town. La part final de la trilogia de Bouchareb es va estrenar el 2018, titulada Belleville Cop. El 2016, va dirigir la pel·lícula per a televisió La Route d'Istanbul , protagonitzada per Astrid Whetnall. Més recentment, el 2020, Bouchareb va impartir una classe magistral a 17 cineastes del Sud global a La Fabrique Cinéma de l'Institut Français, un esdeveniment dissenyat per a cineastes novells.

## Filmografia

### Llargmetratges
- 1976: "La Pièce" (curtmetratge)
- 1977: "La Chute" (curtmetratge)
- 1978: "Le Banc" (curtmetratge)
- 1983: Peut-être la mer (curtmetratge)
- 1985: Baton rouge
- 1991: Cheb, també conegut com a "Flucht aus Afrika"
- 1994: Poussières de vie
- 2000: Little Senegal (Premi del millor llarg métrage a l'11è Festival du cinéma africain de Milà)
- 2006: Dies de glòria, també conegut com a Indígenes
- 2009: London River
- 2010: Hors-la-loi
- 2012: Just like a Woman
- 2014: Two Men in Town
- 2016: La Route d'Istanbul
- 2018: Belleville Cop
- 2022: Les Miens

### Curtmetratges
- Le vilain petit poussin (2004)
- L'ami y'a bon (2005)
- Djebel (2007)

### Telefilms
- Des années déchirées (1993)
- L'honneur de ma famille (1997)